# 克雷布斯河 (施泰納赫河支流)
50°12′44″N 11°13′16″E / 50.21222°N 11.22111°E

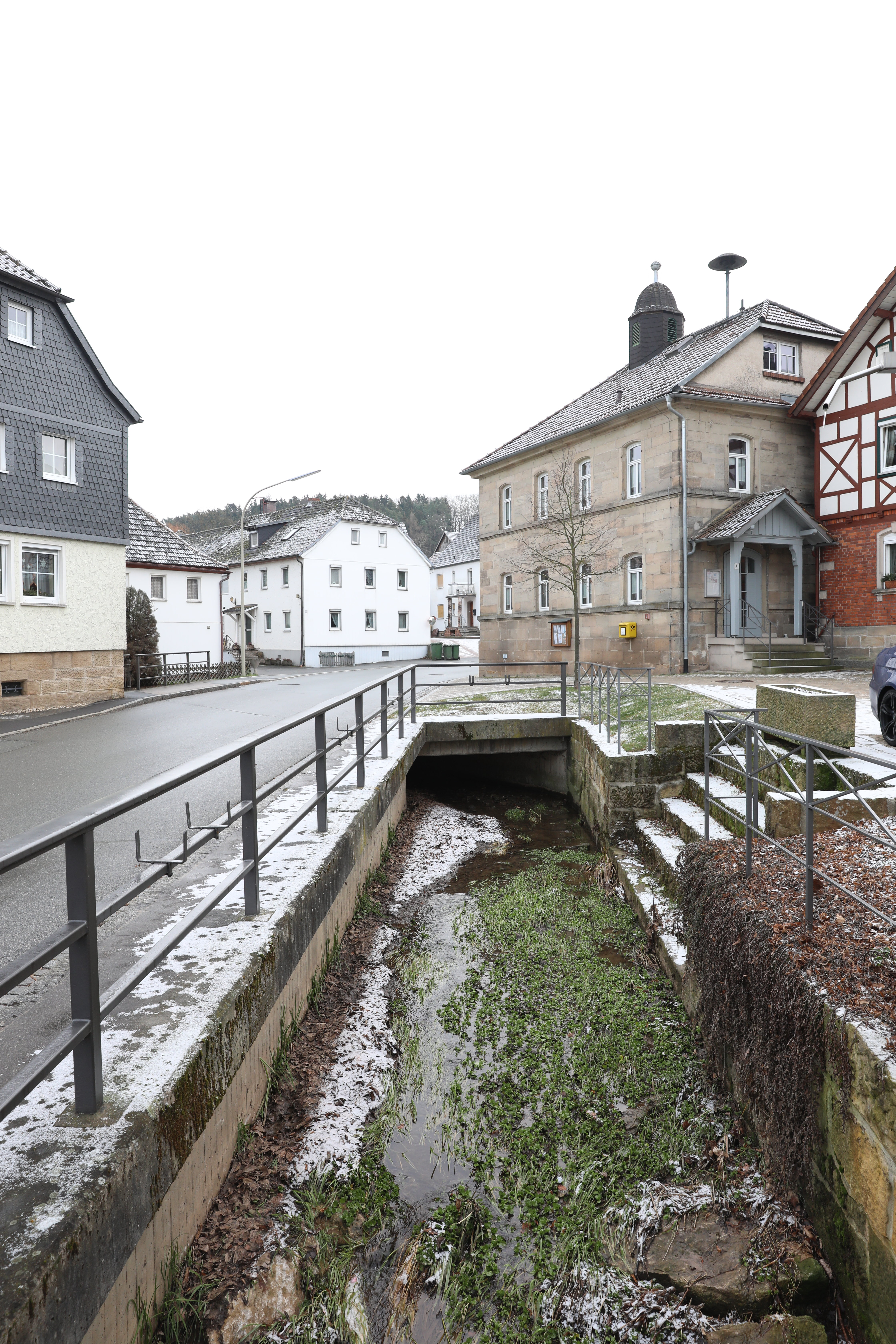
克雷布斯河（施泰納赫河支流）

克雷布斯河（德語：Krebsbach）是德國巴伐利亚州的河流，位於該國東南部，屬於施泰納赫河的左支流，發源自屈普斯，河口處在施内肯洛厄附近。